# Бетл Крик (Небраска)
Бетл Крик (енгл. Battle Creek) град је у америчкој савезној држави Небраска.

## Демографија
По попису из 2010. године број становника је 1.207, што је 49 (4,2%) становника више него 2000. године.
| Група             | 2000.         | 2010.         |
| Белци             | 1.122 (96,9%) | 1.176 (97,4%) |
| Афроамериканци    | 1 (0,1%)      | 1 (0,1%)      |
| Азијати           | 0 (0,0%)      | 1 (0,1%)      |
| Хиспаноамериканци | 12 (1,0%)     | 10 (0,8%)     |
| Укупно            | 1.158         | 1.207         |